# TATB
TATB, systematický název 1,3,5-triamino-2,4,6-trinitrobenzen, C6H6N6O6 je vysoce brizantní trhavina, s velmi nízkou citlivostí k mechanickým podnětům. Používá se především k vojenským účelům např. v jaderných zbraních a jako náplň raket země - vzduch. Širšímu uplatnění této trhaviny však brání především vysoké výrobní náklady na syntézu.

## Fyzikálně chemické vlastnosti
Chemicky čistý TATB tvoří světle žluté krystaly o hustotě 1,93 g/cm3 a teplotě tání 350 °C.
Ve vodě je prakticky nerozpustný, špatně se rozpouští i ve většině běžných organických rozpouštědel, a proto ho prakticky nelze čistit rekrystalizací.
Chemicky čistá látka je za normální teploty zcela stabilní. Pozvolný tepelný rozklad začíná až při teplotách nad 300 °C a ke spontánnímu explozivnímu rozkladu dochází až při 384 °C (teplota vzbuchu).

## Výbušinářské vlastnosti a využití
Jako výbušnina vykazuje tyto základní vlastnosti:
- Energie výbuchu: 829 kcal/kg
- Detonační rychlost: 7 350 – 7 970 m/s (závisí na hustotě látky)
- Kyslíková bilance: - 55,81 %
- Teplota vzbuchu: 384 °C
- Citlivost k nárazu: 240 cm (5 kg) a 320 cm (2 kg)

TATB má vynikající výbušinářské vlastnosti. Jeho detonační energie je sice o něco nižší než u klasických trhavin jako TNT, hexogen nebo pentrit, vyznačuje se však minimálně dvojnásobnou stabilitou k mechanickým podnětům. Jedním z uváděných důvodů této stability je značně vysoká hodnota záporné kyslíkové bilance a vysoká symetrie molekuly. Kromě toho je TATB značně stálý po stránce chemické, je odolný vůči zvýšené teplotě a výbušné slože připravené z TATB vykazují vysokou míru reprodukovatelnosti exploze.
Vzhledem k výše uvedené stabilitě nachází hlavní uplatnění především tam, kde je třeba zajistit maximální bezpečnost systému až do okamžiku vlastní exploze. Tento faktor je mimořádně důležitý při konstrukci atomové bomby a dalších jaderných zbraní. Protože vlastní roznětkou řetězové reakce je systém náloží klasické trhaviny, je nezbytné, aby použitá výbušina byla mechanicky stabilní (aby se předešlo předčasné explozi při mechanickém podnětu např. nárazu při pádu nebo sestřelení nosiče jaderné zbraně). Zároveň musí všechny nálože explodovat v přesně určený okamžik, aby se jednotlivá podkritická množství jaderného materiálu setkala tak, jak bylo určeno teoretickými výpočty pro maximální energetický výtěžek výsledné řetězové reakce. Podle dostupných údajů je tedy velká část roznětek současně existujících jaderných zbraní tvořena právě náložemi z TATB. Důvodem pro použití v jaderných zbraní je opět vysoká symetrie molekuly - odolává tak lépe radioaktivnímu záření.
Podobným případem je i konstrukce raketových zbraní pro ničení letících cílů, ať již jde o protiletecké rakety nebo obranné protiraketové systémy pro ničení balistických raket vybavených jadernými hlavicemi. Ve všech uvedených zbraňových systémech bývá základním materiálem výbušné nálože TATB.

## Příprava
Existuje několik syntetických postupů pro průmyslovou výrobu TATB, všechny jsou však poměrně nákladné a cena výstupního materiálu je tak značně vysoká.
Základním postupem je nitrace 1,3,5-trichlorbenzenu nitrační směsí kyseliny sírové a kyseliny dusičné (popř. roztoku alkalického dusičnanu) s vysokým přebytkem H2SO4 za vzniku 1,3,5-trichlor-2,4,6-trinitrobenzenu. Ten pak následnou aminací plynným amoniakem poskytuje přímo TATB.
Jiný postup vychází z redukce trinitrotoluenu (TNT), C7H5N3O6 vodíkem rozpuštěným v dioxanu za vzniku 4-amino-2,4-dinitrotoluenu. Nitrací této látky směsí HNO3 a H2SO4 získáme pentanitroanilin, který reaguje v prostředí dichlormethanu s amoniakem za vzniku TATB.